# 马德里保卫战
马德里保卫战，又譯馬德里圍城戰，是西班牙内战期间的一場攻城戰，當時由弗朗西斯科·佛朗哥领导的國民軍攻打由西班牙第二共和国控制的马德里。戰役为期两年半，並分為兩個階段。1936年10月，國民軍大舉進攻馬德里，但共和派在兩個月成功抵擋攻勢，此後國民軍便採取圍城戰略。1939年3月28日，馬德里被國民軍攻佔。 